# Ragged Island
Ragged Island est une île de 23 km2 situé aux Bahamas. C'est aussi le nom d'un district des Bahamas, comprenant l'île de Ragged Island et quelques îles de moindre importance, d'une superficie totale de 36 km2. En l'an 2010, la population du district s'élevait à 72 habitants.
L'île a connu une courte prospérité dans les années 1930, grâce à l'exploitation et au commerce du sel avec Cuba et Haïti. L'ouragan Donna, dans les années 1950, puis la révolution cubaine dans les années 1960 mirent fin à cette prospérité.
Le seul bourg de l'île est Duncan Town, nommé ainsi en hommage à Duncan Taylor, qui développa l'industrie du sel sur l'île.

## District
Ragged Island est l'un des 32 districts des Bahamas. Le district est constitué de l'île de Ragged Island et quelques îles de moindre importance et porte le numéro 24 sur la carte. Le district s'étend sur une longueur d'environ 500 km.
Liste des îles du district :
- Ragged Island (23 km2)
- Little Ragged Island (2,8 km2)
- Jumentos Cays (plusieurs îlots)
- Buena Vista Cay
- Double Breasted Cay
- Flamingo Cay
- Fowl Cay
- Hog Cay
- Jamaica Cay
- James Cay
- Johnson Cay
- Knife Cay
- Lanzadera Cay
- Little Nurse Cay
- Little Water Cay
- Low Water Harbour Cay
- Man of War Cay
- Margaret Cay
- Maycock Cay
- Melita Cay
- Nairn Cay
- No Bush Cay
- Nurse Cay
- Pear Cay
- Pimlico Cay
- Raccoon Cay
- Seal Cay
- South Channel Cay
- Stony Cay
- Torzon Cay
- Water Cay